# Jan Fitschen
Jan Fitschen (* 2. května 1977 Nordhorn) je bývalý německý atlet, běžec, který se věnoval dlouhým tratím. V roce 2006 se stal mistrem Evropy v běhu na 10 000 metrů.
Je několikanásobným mistrem Německa v různých běžeckých disciplínách. Jeho největším úspěchem je titul mistra Evropy v běhu na 10 000 metrů z roku 2006. Jeho osobní rekord na této trati 28:02,55 pochází z roku 2008. Trať 5000 metrů absolvoval nejrychleji v roce 2007 za 13:14,85. Kariéru ukončil v roce 2013.